# Apocerycta
Apocerycta är ett släkte av insekter. Apocerycta ingår i familjen vårtbitare.
Kladogram enligt Catalogue of Life:
| Apocerycta | \| \| Apocerycta bariana \| \| \| \| \| \| Apocerycta incommoda \| \| \| \| |
|            | \| \| Apocerycta bariana \| \| \| \| \| \| Apocerycta incommoda \| \| \| \| |
|            | Apocerycta bariana                                                          |
|            |                                                                             |
|            | Apocerycta incommoda                                                        |
|            |                                                                             |